# Eugène Labiche
Eugène Marin Labiche, född 5 maj 1815 i Paris, död 22 januari 1888, var en fransk dramatiker.

## Biografi
Labiche föddes i en borgerlig familj. Han studerade juridik men kom att intressera sig för journalistik och teaterkritik. Han bidrog med en novell till magasinet Chérubin när han var 20 år gammal, titeln var Les plus belles sont les plus fausses. Några noveller till följde men utan att få någon större uppmärksamhet. Han började skriva teaterkritik i Revue des théâtres och 1837 debuterade han som dramatiker. 
Teatern Théâtre du Pantheon satte upp hans drama L'Avocat Loubet, medan en komedi, Monsieur de Coyllin ou l'homme infiniment poli (skriven tillsammans med Marc-Michel och uppsatt på Palais Royal) blev hans första succé och introducerade en lokal skådespelare Grassot som kom att bli en känd komiker. Samma år gav Labiche ut romanen La Clé des champs. 
Tillsammans med Varin, Marc Michel, Clairville, Dumanoir med flera, bidrog han med komiska pjäser blandade med kupletter till Paris teaterscener. Serien med pjäser kulminerade med farsen Un Chapeau de paille d'Italie i fem akter i augusti 1851 som är en av hans mest populära pjäser. Den filmatiserades av René Clair 1927. 1852 skrev han Le Misanthrope et l'Auvergnat. 
Under andra halvan av sin karriär samarbetade Labiche med Alfred Delacour, Adolphe Choler med flera. En annan viktig samarbetspartner var Jean Marie Michel Geoffroy (1813-1883). Geoffroy personifierade en borgare inte bara för publiken utan även för författaren själv i pjäserna Célimare le bien-aimé (1863), Le Voyage de M. Perrichon (1860), La Grammaire, Un Pied dans le crime, La Cagnotte (1864). 
Han skrev bortemot 170 vaudeviller och lustspel. Kärlek är praktiskt taget helt frånvarande i hans pjäser och kvinnan finns endast representerad som pretentiösa gamla ungmöer och korkade unga kvinnor.
1877 avslutade han sin karriär inom teatern och drog sig tillbaka till sina lantliga egendomar i Sologne. Labiches pjäser gavs ut i tio volymer mellan åren 1878 och 1879.  
1880 valdes Labiche in i den Franska Akademien. Han dog i Paris och ligger begravd på Montmartrekyrkogården.

## Dramatik (urval)
- Monsieur de Coislin 1838
- Mademoiselle ma femme 1846
  - Frun Inkognito, översättning Fredrik Niklas Berg 1848
- Un chapeau de paille d'Italie 1851
  - Herr Fadinards bröllop, eller Den italienska halmatten 1891
  - Den italienska halmhatten, översättning Hjalmar Gullberg 1934
- Piccolet 1852
- Soufflez-moi dans l'œuil 1852
  - Alla möjliga medel 1865
- L'affaire de la rue de Lourcine 1857
- Le voyage de M. Perrichon 1860
  - Herr Perrichons resa 1861
  - Fantastiska pappa, översättning Arne Wahlberg och Nils Poppe 1977
- La Poudre aux yeux 1861
  - Så pudrar man folk 1868
- 1861: Les Vivacités du Capitaine Tic
  - Ett kruthus 1861
- Les Petits Oiseaux 1862
  - De små fåglarna 1864
- Permettez, Madame! 1863
  - Tillåt min fru, översättning Fredrik Niklas Berg 1866
- Moi 1864
  - Jag 1866
- Le Point de Mire 1864
  - Jagten efter en måg 1865
  - Blond och brunett 1865
- La cagnotte, 1864
  - Spargrisen, översättning	Stina Eidem 1977
- L'Amour de l'art
  - Af kärlek till konsten 1880

### Allmänna källor
- Bonniers författarlexikon över utländsk litteratur ISBN 91-0-057321-3